# Robert Musil
Robert Mathias Edler von  Musil (n. 6 noiembrie 1880, Klagenfurt, Austria – d. 15 aprilie 1942, Geneva, Geneva, Elveția) a fost un scriitor austriac. Capodopera care l-a și consacrat în spațiul literar și cultural german, Omul fără însușiri (germ. Der Mann ohne Eigenschaften, 1930-1933), l-a plasat printre cei mai importanți romancieri ai secolului XX, alături de Marcel Proust (În căutarea timpului pierdut) și James Joyce (Ulise).

## Biografia
Robert Musil a fost întotdeauna un imigrant, un "nobel outsider", cum mărturisea el însuși", trăind între Klagenfurt, Stiria, Viena și Berlin, sfârșindu-și zilele în exil, la Geneva. Viața sa, prea puțin cunoscută de altfel, poate fi luminată prin Jurnalul său, compus din 32 de caiete, un document de o valoare istorică, psihologică și filozofică excepțională.
Robert Matthias Musil se naște la 6 noiembrie 1880 la Klagenfurt, în Austria. Este fiul lui Alfred Musil (1846-1924), inginer-mecanic, bănățean originar din Timișoara, România, și al Herminei Musil (1853-1924), născută Bergauer și originară din Linz. Personalitatea părinților a influențat caracterul și estetica literară a viitorului scriitor: "Tatăl meu avea spiritul clar, mama îl avea complet alandala", va mărturisi Musil mai târziu. Este al doilea copil al cuplului. Sora sa mai mare, pe nume Elsa, murise la vârsta de un an. Musil va face din ea în scrierile sale o adevărată prezență, obiect al unui "cult".
În 1882, familia părăsește Klagenfurt pentru a se stabili în Stiria (Boemia).
În 1886, Musil este victima unei boli nervoase de origine cerebrală, în urma căreia va mai avea două atacuri în 1898-1890. Intră la colegiul din Stiria în 1890. În 1891, familia se mută din nou, de data aceasta la Brno. Musil se dovedește a fi un copil recalcitrant, rebel față de educația pe care părinții doresc să i-o dea, ceea ce-i face pe aceștia să-l trimită în pensiune, la școala militară din Eisenstadt. În septembrie 1894, intră la liceul militar pentru tineri ofițeri Mährish-Weisskirchen (în Hraniția). Acești ani vor forma trama romanului Rătăcirile elevului Törless (Die Verwirrungen des Zöglings Törless, 1906), debutul său romanesc și primul succes literar.

## Studii și lecturi
În septembrie 1897, Musil intră la școala politehnică din Brünn, în construcții mecanice. Din același an datează și primele însemnări din Jurnal. Printre lecturile sale se numără: Friedrich Nietzsche, Novalis, Dostoievski, Ralph Emerson, Maurice Maeterlinck și Aristotel (Poetica mai ales), autori care l-au influențat durabil, așa cum a mărturisit-o. Scrie de asemenea poezii și câteva schițe de piese dramatice, astăzi pierdute.
În 1899 redactează primul său manuscris, Domnul Vivisector, care pune deja bazele esteticii sale literare și mai ales a observației științifice a vieții. În același an se îndrăgostește de Valerie (este numele pe care i-l dă în Jurnal) al cărei nume real este Paula Ulmann, o actriță din Brünn. La 10 noiembrie 1899 reușește primul examen de stat în vederea obținerii diplomei de inginer.
În 1900 își stabilește primele contacte literare. Se întâlnește cu scriitori din Brünn, precum Karl Hans Strobl și Franz Schamann. Lecturile sale se diversifică : citește Kant, Peter Altenberg, Richard von Schaukal, Rilke, Stefan George, Hugo von Hofmannsthal și Charles Baudelaire. Are o relație cu Herma Dietz, care va deveni modelul personajului Tonka din nuvela eponimă. În același an se îmbolnăvește de o boală venerică de origine necunoscută.
La 18 iulie 1901 obține diploma de inginer mecanic, dar decide la 1 octombrie să-și efectueze serviciul militar ca voluntar, în al 49-lea regiment imperial și regal de infanterie "Freiherr von Hess" din Brünn. Rămâne până la 30 septembrie 1902 și citește abundent din Nietzsche în toată această perioadă.
În 1902 Jurnalul său se îmbogățește de numeroase lecturi și adnotări (printre care Cursurile științifice populare de filozofie pozitivistă, ale lui Ernst Mach, reflecțiile lui D'Annunzio și teoria estetică a lui Schiller). Lectura romanului lui Leopold Andrian, Grădina cunoașterii, îl conduce către o scriitură personală și complezentă, apropiată de romantism. Își consemnează cu minuțiozitate stările sufletești, sentimentele și senzațiile. În luna octombrie a aceluiași an, efectuează un voluntariat de un an ca asistent al profesorului Julius Carl von Bach la școala politehnică din Stuttgart, până în 1903. Musil va descrie această perioadă drept plictisitoare, în pofida unei relații sentimentale cu o femeie cultivată precum Stephanie Tyrka, care va deveni o vreme egeria sa.
În ianuarie 1903, Musil este numit locotenent în rezervă. Își îndeplinește perioada militară de o lună la cazarma din Brünn, din 15 aprilie în 12 mai. În luna august lucrează serios la romanul Rătăcirile elevului Törless. Schițează și primele pagini dintr-un roman autobiografic, care prefigurează Omul fără însușiri și pe care îl intitulează provizoriu "Lucrări preliminare la un roman". Musil citește foarte mult și își extinde cultura literară la romanticii și clasicii germani, cât și la autorii contemporani. În octombrie 1903 își reia studiile la Universitatea din Berlin, în științe umane. Se înscrie la filozofie și la psihologie experimentală, la cursurile lui Carl Stumpf (în primul semestru al anului universitar 1903-1904). Își continuă în același timp relația sa cu Herma Dietz care studiază și ea la Berlin.

## Debuturi literare
În 1905, termină redactarea romanului Rătăcirile elevului Törless și trimite manuscrisul mai multor edituri din Berlin, Viena și Iena. Celebrul critic literar berlinez Alfred Kerr, căruia îi dă un exemplar, îl consideră promițător. Musil continuă să citească, în principal eseuri (de Ellen Key, Înflorirea sufletului prin artă, de Ralph Emerson, Eseuri, dar mai ales cartea lui Jacob Burckhardt, Cultura Renașterii în Italia). În decembrie, editorul Wiener Verlag acceptă publicarea romanului Rătăcirile elevului Törless.
În 1906, Musil face cunoștință cu Martha Marcovaldi, viitoarea sa soție, născută Heimann (21 ianuarie 1874 - 24 august 1949). Martha este atunci pictoriță, eleva impresionistului german Lovis Corinth și trăiește la Berlin, separată fiind de al doilea său soț, Enrico Marcovaldi (fusese căsătorită prima oară cu Fritz Alexander). În octombrie apare romanul Rătăcirile elevului Törless la Wiener Verlag. Critica elogioasă publicată la 21 decembrie în ziarul Der Tag sporește vânzările romanului. Acesta este inspirat din anii petrecuți de Musil la liceul militar, chiar dacă autorul refuză orice apropiere autobiografică. Intriga evocă raporturile ambigue pe care le întrețin elevii școlii W. Succesul critic considerabil cu care este primită cartea îl face pe Musil să spere că ar putea trăi din scris.
În 1909, Musil refuză un post de asistent la catedra lui Alexius von Meinong propus de universitatea din Graz. Scriitorul preferă să lucreze la drama Exaltații, care nu va fi publicată decât în 1921. Îl întâlnește pe Ludwig Klages care îi va inspira personajul Meingast din Omul fără însușiri. În 1910, Musil candidează în zadar pentru postul de critic la revista Berliner Zeitung am Mittag. În noiembrie, face o călătorie la Roma, în Italia, împreună cu Martha, unde termină nuvela Îndeplinirea dragostei (publicat în 1911). La 15 aprilie 1911 Musil se căsătorește cu Martha Marcovaldi, după divorțul acesteia.
Din 1911 în 1914 lucrează ca bibliotecar la Universitatea Tehnică din Viena. În februarie 1914, devine redactor al prestigioasei reviste literare berlineze Die Neue Rundschau. Se instalează la Berlin, împreună cu Martha.

## Războiul
Declarația de război din august 1914 dă peste cap viața lui Musil. "Războiul s-a prăbușit peste mine ca o boală, ca o febră care o însoțește", spune el. Părăsește Berlinul și este mobilizat în Austria, cu gradul de locotenent. Ia comanda companiei I a batalionului pedestru 24 a armatei teritoriale austro-ungare, cu cantonamentul la Linz. Cere să fie transferat în Galiția, dar este trimis pe frontul italian, în Tirolul de Sud. Urmează o serie de transferuri în diferite cantonamente. La 14 martie 1914, în apropiere de Arabba, se îmbolnăvește de ulcer, gingivită și faringită. Este transferat la Covara, iar apoi la spitalul militar din Bruneck. La 20 martie este transferat la Innsbruck, iar la 8 aprilie la Praga-Karolinenthal pentru o neurastenie depresivă, unde îl întâlnește pe Franz Kafka. Odată restabilit, Musil este detașat de pe front la 20 aprilie și numit la 9 iulie 1916 redactor la ziarul militar Die Soldaten-Zeitung, unde va scrie texte anonime. Rămâne în acest post mai puțin de un an, fiindcă la 15 aprilie 1917 ziarul este desființat, iar Musil trimis alături de comandantul armatei din Isonzo la Adelsberg, în Slovenia. Promovat căpitan la 17 noiembrie 1917, își petrece sfârșitul războiului la Viena, la Kriegpressequartier, unde este însărcinat să se îngrijească de moralul trupelor. Devine de asemenea redactor al primului număr al ziarului naționalist Patria (Die Heimat) care apare la 1 martie 1918.
Experiența războiului va fi pentru el decisivă. Multe din scrierile sale ulterioare vor examina războiul și consecinețele sale asupra civilizației, gândirii și artei. Multe din impresiile și anecdotele culese de pe front vor fi încorporate romanului Omul fără însușiri.

## Colaborări la Contimporanul
Robert Musil a fost unul din străinii de valoare certă, care a contribuit cu diverse materiale scrise la revista de avangardă românească Contimporanul, activă între 1922 și 1932 și condusă de Ion Vianu și Marcel Iancu, fapt care îl face a fi unul dintre cei care a participat la mișcarea artistică a avangardei artistice românești. 

## Omul fără însușiri
La 8 aprilie 1928, Musil publică în cotidianul Der Tag un extras din viitorul roman Omul fără însușiri, intitulat "Cacania. Un fragment" .

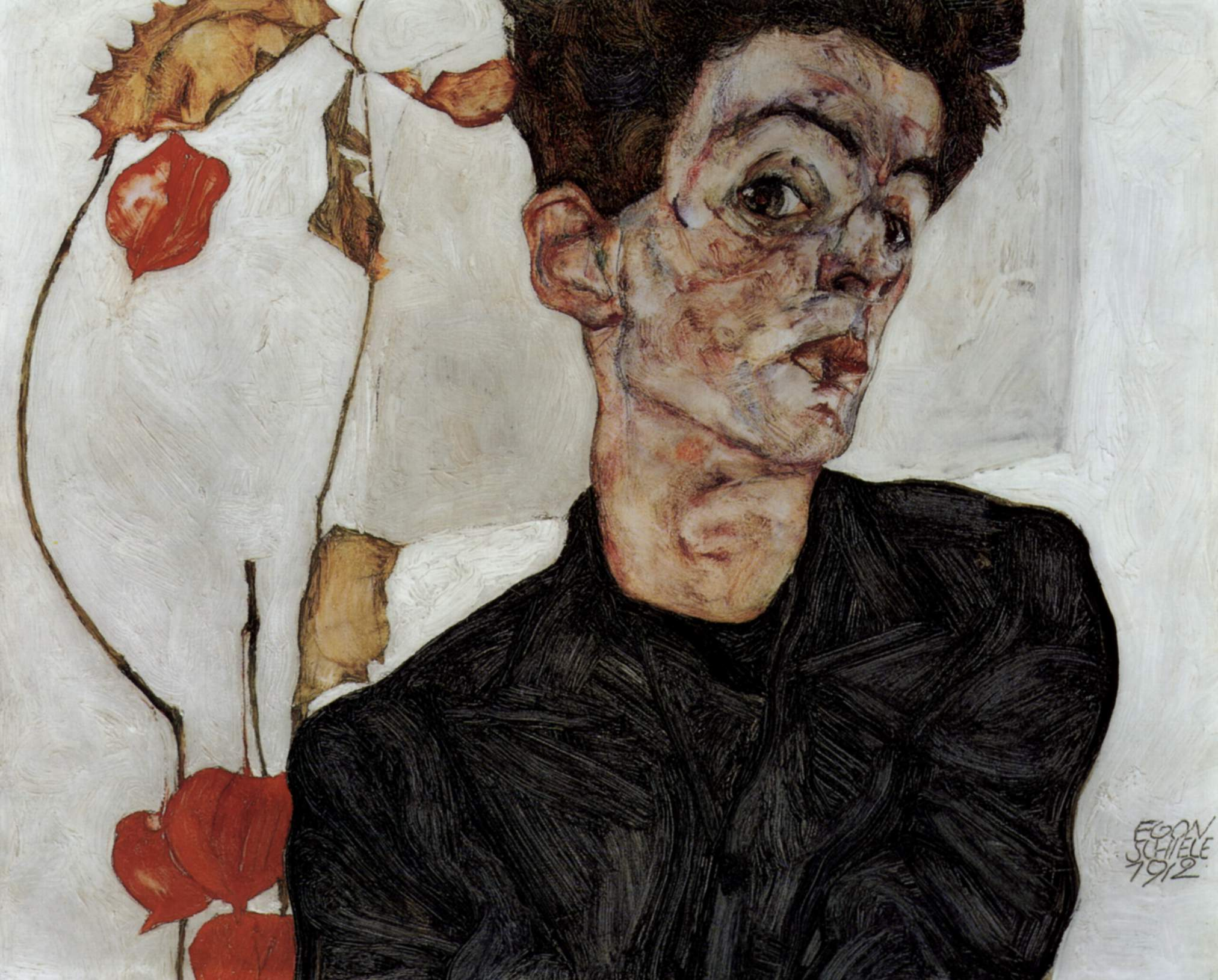
Egon Schiele, Autoportret cu fructe de lumânare, 1912

Prima versiune a operei magistrale a lui Musil apare în 1930, având 630 de pagini. În martie autorul depusese manuscrisul la Editura Rowohlt care va scoate pentru început 5000 de exemplare. Cu ocazia unui interviu dat ziarului rus de la Moscova, Novy Mir, Musil mărturisea că lucrează la "un tablou satiric și utopic al culturii occidentale moderne". Primul volum al Omului fără însușiri apare în octombrie. În decembrie, scriitorul Thomas Mann îl declară în revista literară Das Tagebuch romanul anului. Volumul al doilea apare în 1933, an în care, după venirea lui Hitler la putere, Musil părăsește Germania și se stabilește la Viena. Diferendul cu Editura Rowohlt îl face să caute un alt editor. În ciuda elogiilor de care romanul s-a bucurat în Franța, din partea lui Jean Paulhan și Bernard Groethuysen, La Nouvelle Revue Française refuză publicarea sa în integralitate (Musil a refuzat cenzurarea anumitor pasaje). Doar două capitole sunt publicate în revista franceză Mesures, alături de textele altor mari scriitori. La 16 noiembrie 1934, Musil face o lectură publică a romanului său la Zürich, la care asistă și Thomas Mann care va scrie ulterior în Jurnalul său : "Înalt nivel al romanului lui Musil, comparabil cu Proust". Scriitorul Wolfgang Ystade, într-un interviu acordat ziarului Deutsche Zeitung din 20 noiembrie 1935, regretă că premiul Nobel de literatură i-a fost acordat lui Luigi Pirandello și nu lui Robert Musil. Îl propune de altfel ca viitor candidat.
La 6 februarie 1936, Musil anunță editorului Rowohlt apariția celui de-al treilea volum al Omului fără însușiri, care va rămâne neterminat. Victimă a unei indispoziții în urma unei băi în Diana Bad din Viena, Musil încearcă să obțină în zadar o pensie din partea statului.
În 1937, Musil întrerupe orice colaborare cu editorul Rowohlt. Noul editor, Bermann-Fischer, relansează al doilea volum din Omul fără însușiri. Un capitol din roman este publicat în ianuarie în revista editată de Thomas Mann în exil, Maß und Wert. Este ultima publicație a lui Musil din timpul vieții.

### Un roman polifonic
Operă capitală a lui Musil, Omul fără însușiri este un roman dens, amestecând impresii fugitive și un soi de intelectualism greu accesibil publicului larg. Decupajul în trei volume aparține de fapt ultimului editor Adolf Frisé, în ediția publicată la 10 ani după moartea autorului, în 1952. Musil îl publicase inițial în două volume, primul în 1930, sub titlul Der Mann ohne Eigenschaften (de fapt, Omul lipsit de vreun caracter specific), al doilea în 1933, sub titlul Către dominația militară sau Criminalii. Către sfârșitul vieții, Musil a mai adăugat 50 de capitole, din care editorul va compune un al treilea volum după moartea autorului. În ultima ediție, din 1978, al doilea volum va cuprinde și capitolele din volumul al treilea.
Așa cum remarcă Marie-Louise Roth, Musil a început redactarea acestei monumentale lucrări foarte devreme, iar "definitivarea sa (...) l-a ocupat în întregime pe scriitor" în ultimii ani ai vieții. Omul fără însușiri retrasează peregrinările lui Ulrich în interiorul unei societăți burgheze muribinde. Ulrich este de fapt intermediarul prin care Musil însuși judecă și analizează lumea cu personajele sale. Caracteristica acestor personaje este că fiecare în parte reprezintă în felul ei o idee, ceea ce l-a făcut pe Stéphane Gödicke să califice opera lui Musil drept un "roman polifonic".

## Ultimii ani
După Anschluss-ul din martie 1938, editorul lui Musil părăsește Viena. Începând din luna iulie, Germania refuză publicațiile editurii Bermann-Rowohlt, ceea ce conduce la prăbușirea vânzării cărților lui Musil. Se refugiază împreună cu soția sa, Martha, la Zürich, în Elveția. Rămas fără venituri și fără editor, situația materială a cuplului este foarte precară. Sunt susținuți financiar de admiratori și prieteni precum familia Mayrisch din Luxemburg și Church, mecena coeditori ai revistei Mesures. De asemenea, sculptorul austriac Fritz Wotruba și pastorul protestant Lejeune vor avea grijă ca Musil să aibă din ce trăi până la sfârșitul vieții. 

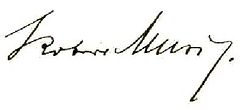
Semnătura lui Robert Musil

În octombrie 1938, Operele pre-postume, publicate în decembrie 1934 la Editura Humanitas din Zürich, sunt interzise de autoritățile germane și austriece, pe motiv că ar avea caracter dizident. În 1939, întreaga operă a lui Musil va avea aceeași soartă. Motivele pentru care nu este agreat de naziști sunt mai ales: 1) că este pacifist; 2) este căsătorit cu o evreică, deci « jüdisch versippt »; 3) estetica sa literară îl califică drept un "autor dușman al Germaniei".
I se oferă un plasament în Villa Tourlaque din apropierea orașului Cannes (Franța), precum și o susținere financiară din partea Comitetului Internațional pentru plasamentul intelectualilor refugiați din Geneva, pe care le refuză. Fundația American Guild for German Cultural Freedom îi oferă o bursă începând cu luna aprilie 1939, dar pentru o perioadă limitată de doar câteva luni. În iunie, sculptorul Fritz Wotruba îi face un bust. În iulie, se stabilește cu soția la Geneva. Are de gând să plece în Statele Unite pentru a-și relansa opera literară.
Robert Musil moare însă la 15 aprilie 1942, la vârsta de 62 de ani, în urma unei congestii cerebrale. Pastorul Lejeune, care l-a susținut financiar până la sfârșitul vieții, pronunță alocuțiunea funebră, în prezența a opt persoane prezente la incinerare. Cenușa îi este dispersată pe muntele Salève, din apropierea Genevei. În 1943, Martha Musil încearcă în zadar să adune semnături și fonduri pentru publicarea volumului al treilea din Omul fără însușiri. Ea moare la 24 august 1949 la Roma. De abia în 1950, Adolf Frisé editează extrase din roman, contribuind astfel în mod deciziv la redescoperirea operei lui Musil.

## Lista operelor lui Robert Musil în limba originală

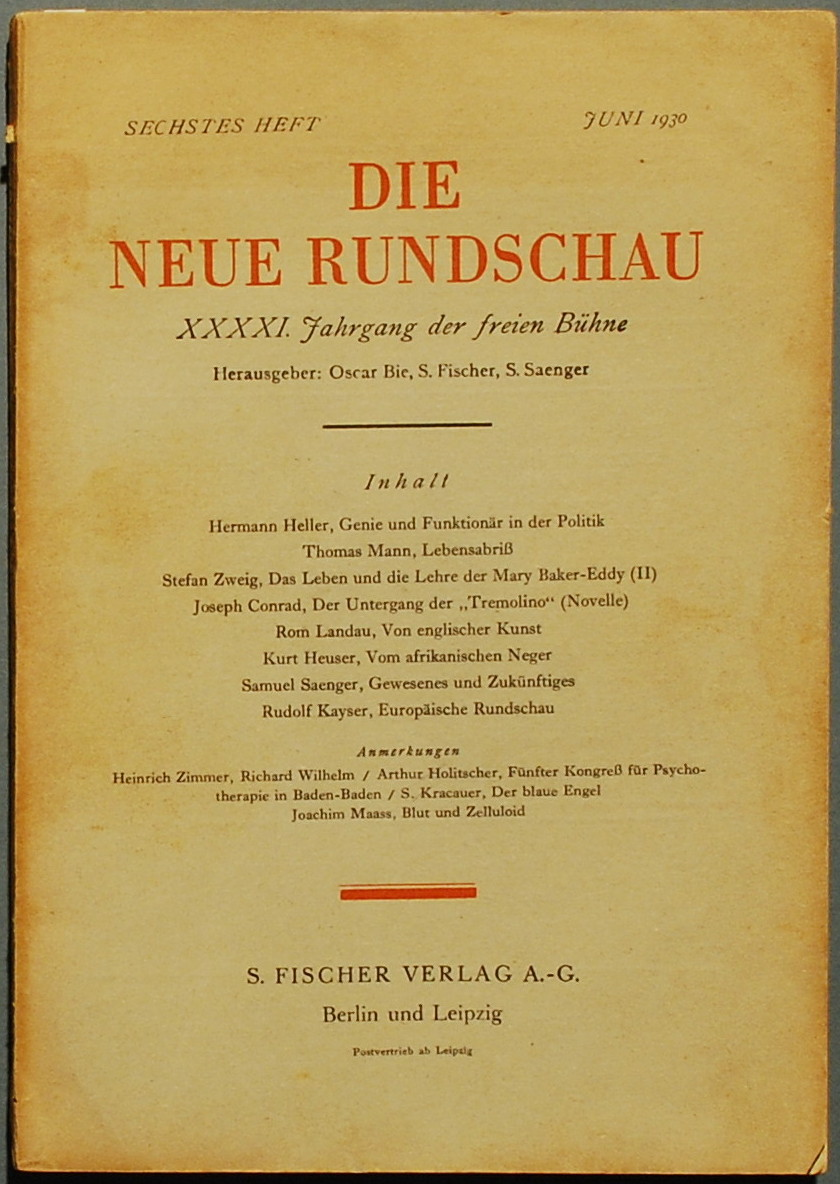
Revista Die Neue Rundschau în care Musil a publicat numeroase texte.

- 1906 : Die Verwirrungen des Zöglings Törless - Rătăcirile elevului Törless
- 1911 : Vereinigungen. Zwei Erzählungen
- 1921 : Die Schwärmer. Schauspiel in drei Aufzügen.
- 1923 : Grigia. Novelle.
- 1923 : Die Portugiesin.
- 1924 : Drei Frauen
- 1926 : Vinzenz und die Freundin bedeutender Männer. Possen in drei Akten.
- 1927 : Rede zur Rilke Feier in Berlin am 16. Januar.
- 1930 : Der Mann ohne Eigenschaften Roman, Buch Einz, 1. und 2. Teil.
- 1933 : Der Mann ohne Eigenschaften. Roman, Buch Einz, 3. Teil.
- 1936 : Nachlaß zu Lebzeiten
- 1937 : Über die Dummheit. Vortrag.
- 1943 : Der Mann ohne Eigenschaften, fragments posthumes éditées par l'épouse de Musil.
- 1980 : Beitrag zur Beurteilung der Lehren Machs und Studien zur Technik und Psychotechnik.
- 1981 : Briefe
- 1981 : Gesammelte Werke, 9 volumes, éd. Adolf Frisé, Reinbek bei Hamburg, Rowohlt Verlag.

Vol. 1-5 : Der Mann ohne Eigenschaften.
Vol. 6 : Prosa und Stücke.
Vol. 7 : Kleine Prosa. Aphorismen. Autobiographisches.
Vol. 8 : Essays und Reden.
Vol. 9 : Kritik. Literatur-Theater-Kunst 1912-1930.
- 1981 : Briefe 1901-1942. 2 volumes, éd. Adolf Frisé. Reinbek bei Hamburg, Rowohlt Verlag.
- 1983 : Tagebücher, 2 volumes, éd Adolf Frisé. Reinbek bei Hamburg, Rowohlt Verlag.
- 1992 : Der literarische Nachlaß, éd. Friedbert Aspetsberger, Karl Eibl et Adolf Frisé. Reinbek bei Hamburg, Rowohlt Verlag.

## Traduceri în limba română
- Rătăcirile elevului Törless, traducere din limba germană de Cornelia Andriescu, Editura Canova, Iași, 1993, 198 pagini, ISBN 973-95561-4-0[36]
- Trei femei, traducere din limba germană de Ion Roman, Editura Paralela 45, București, 2007
- Omul fără însușiri, 2 volume, traducere din limba germană de Mircea Ivănescu, Editura Polirom, Iași, 2008, 875 pagini (volumul 1), 539 pagini (volumul 2), ISBN 978-973-46-0518-7.